# پیر-آندره دو شلندار
پیر-آندره دو شلندار (به فرانسوی: Pierre-André de Chalendar) (زاده ۱۲ آوریل ۱۹۵۸) کارآفرین و مدیر ارشد اجرایی فرانسوی است، که در حال حاضر به‌عنوان مدیر عامل اجرایی و رئیس هیئت مدیره شرکت سن-گوبن فعالیت می‌نماید. وی از اعضای هیئت مدیره شرکت وئولیا نیز می‌باشد.